# نیکولا سیریلیانو
نیکولا سیریلیانو (انگلیسی: Nicola Cirigliano؛ زادهٔ ۲۰ اکتبر ۲۰۰۰) بازیکن فوتبال است.